# فانوس‌ماهی باله‌دراز
فانوس‌ماهی باله‌دراز (به انگلیسی: Longfin lanternfish) گونه‌ای فانوس‌ماهی تخم‌گذار اقیانوس‌رو است.